# Tuyệt chủng

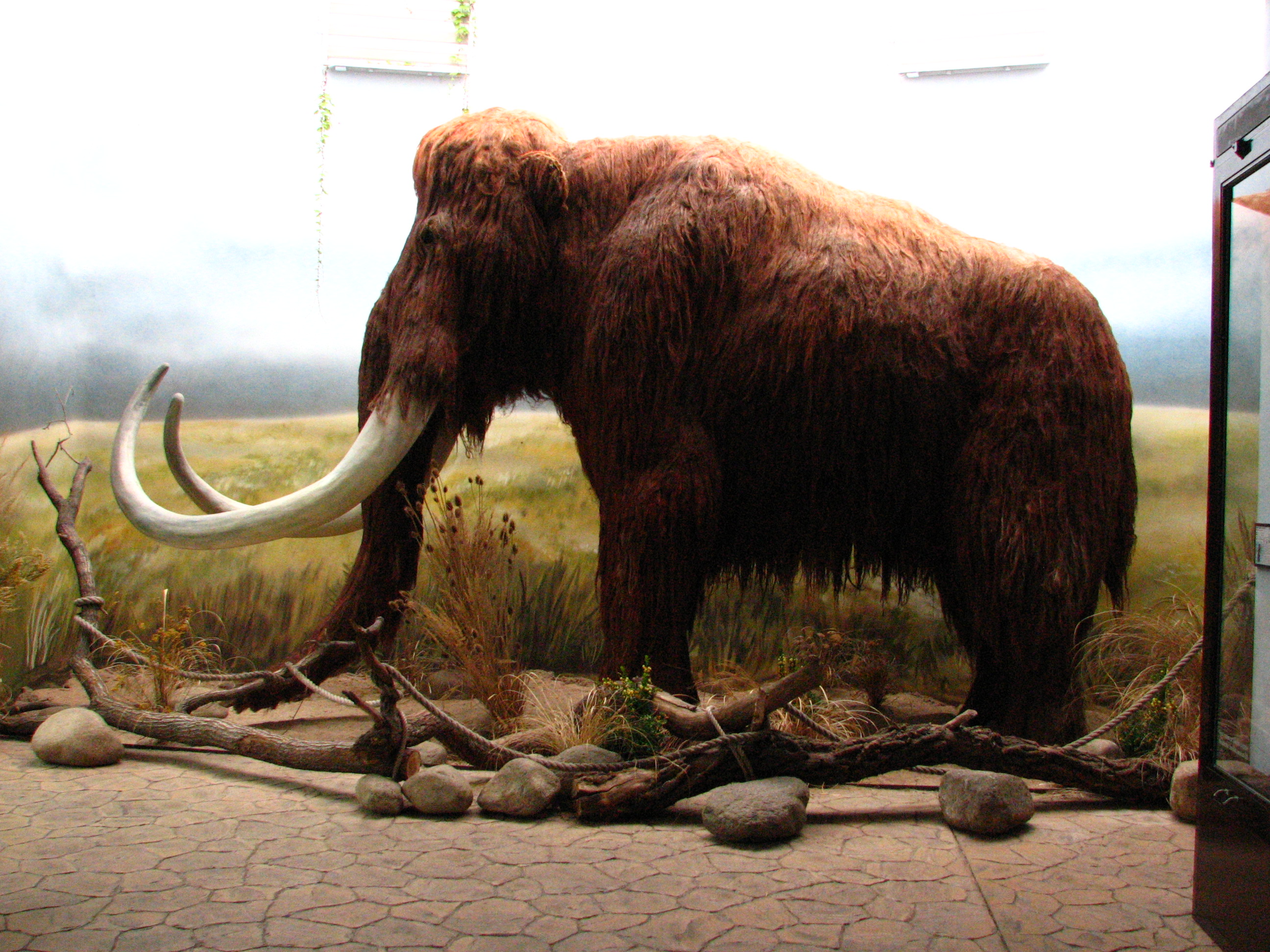
Phục dựng hình ảnh của Voi ma mút lông xoắn

Trong sinh học và hệ sinh thái, tuyệt chủng là sự kết thúc tồn tại của một nhóm sinh vật theo đơn vị phân loại, thông thường là một loài.
Một loài hoặc phân loài bị coi là tuyệt chủng khi có những bằng chứng chắc chắn rằng cá thể cuối cùng đã chết. Thời điểm tuyệt chủng thường được coi là cái chết của cá thể cuối cùng của nhóm hay loài đó, mặc dù khả năng sinh sản và phục hồi có thể đã bị mất trước thời điểm đó. Bởi vì phạm vi tiềm năng của một loài có thể là rất lớn, nên việc xác định thời điểm tuyệt chủng là rất khó, và thường được thực hiện theo phương cách truy ngược về quá khứ. Khó khăn này dẫn đến hiện tượng Lazarus taxon, một loài đã tuyệt chủng đột ngột "xuất hiện trở lại" (thường là trong các hóa thạch) sau một thời gian vắng mặt rõ ràng.
Trong hệ sinh thái hiện thời thì tuyệt chủng là một trạng thái bảo tồn của sinh vật được quy định trong Sách đỏ IUCN.
Hầu hết động vật từng sống trên Trái Đất ngày nay đã bị tuyệt chủng. Chúng ta chỉ biết chúng qua mẫu hoá thạch xương hoặc vỏ của chúng. Nếu chúng vừa tuyệt chủng gần đây thì ta có thể biết đến qua các bức tranh, phim ảnh cũ. Những loài tuyệt chủng mà công chúng biết tới phổ biến là voi ma mút, khủng long, hổ răng kiếm, bọ ba thùy...

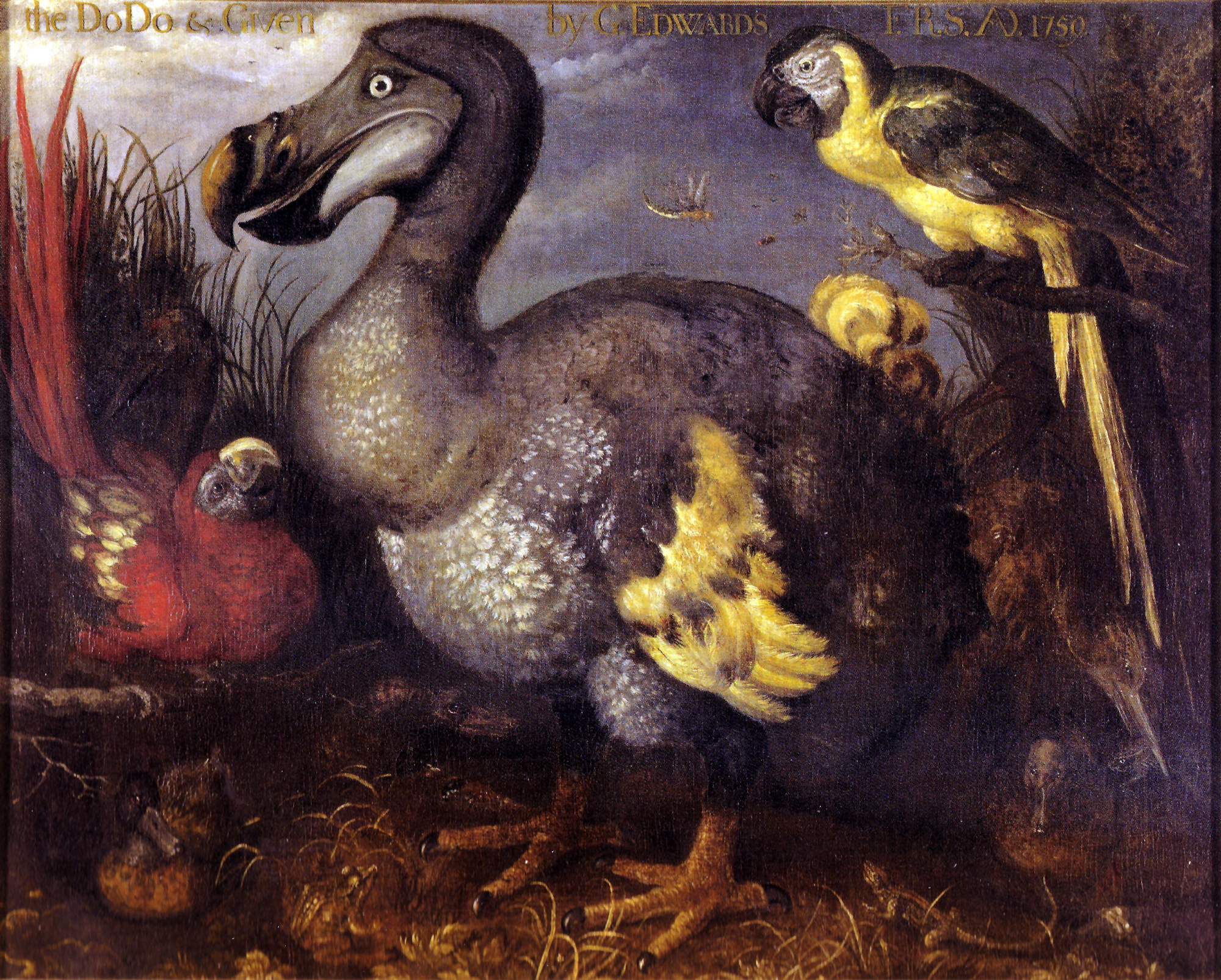
Dodo là một loài chim không biết bay đặc hữu vùng đảo Mauritius ở Ấn Độ Dương tuyệt chủng khoảng năm 1662

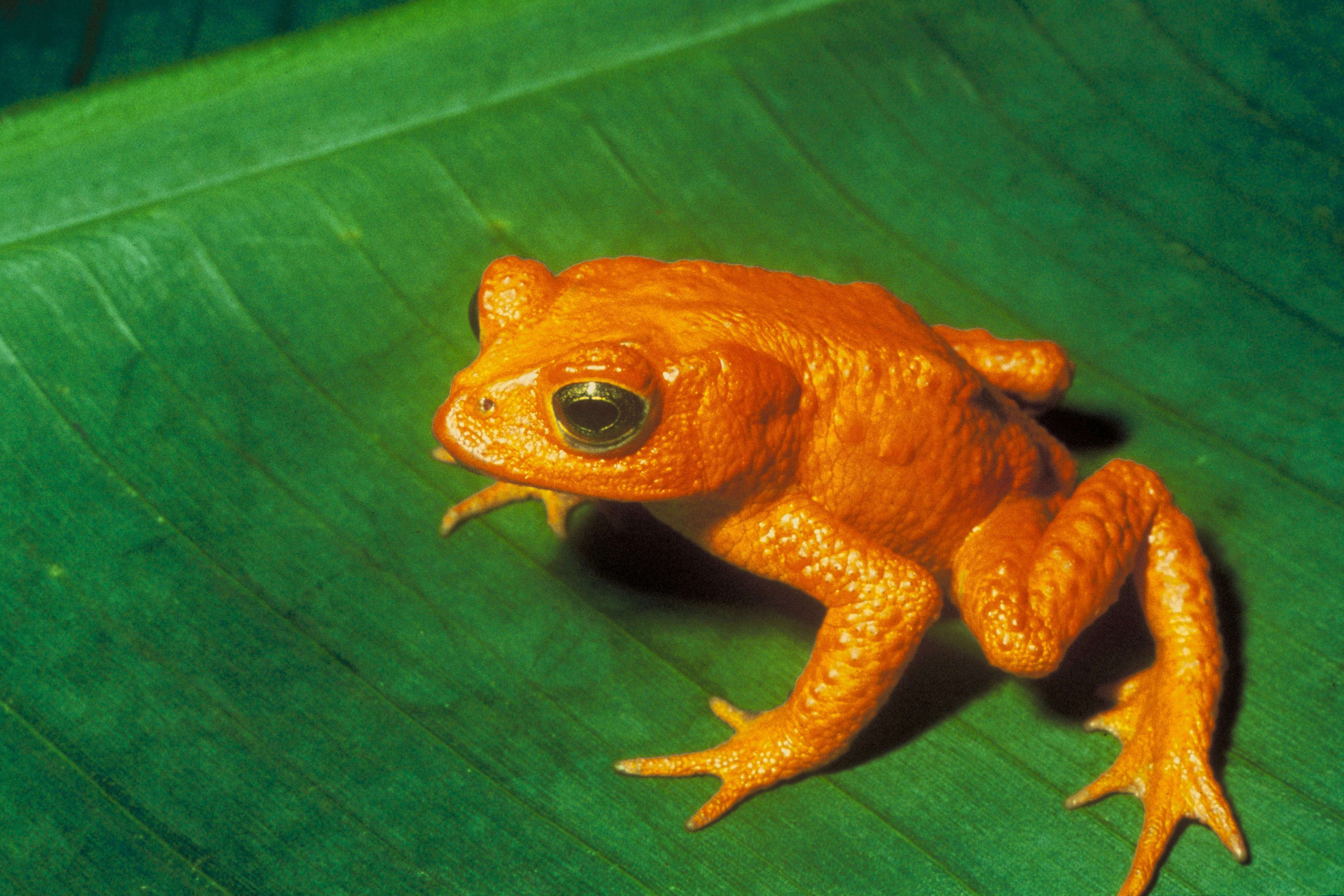
Cóc vàng không còn được nhìn thấy từ sau năm 1989

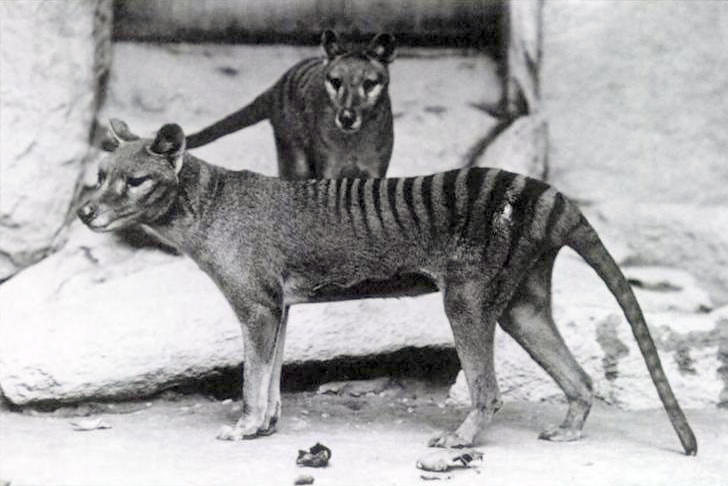
Chó sói Tasmania tại Washington DC, 1902, nay đã tuyệt chủng.

## Lý do/loại tuyệt chủng
Động vật trở nên tuyệt chủng theo nhiều cách.

### Tuyệt chủng giả
Tuyệt chủng giả là trường hợp tiến hoá diễn ra trong toàn bộ loài, dẫn đến phát sinh một loài sinh học mới, và không có hậu duệ nào mang thuần các tính trạng của loài cũ. Các loài cũ không tồn tại trong thời kỳ tiếp theo, nhưng con cháu của chúng vẫn đang tồn tại dưới hình dạng một loài mới. Ví dụ theo dòng thời gian, loài vượn người đã dần dần thay đổi và tiến hóa thành loài người hiện đại; loài vượn người hiện nay đã tuyệt chủng nhưng là "tuyệt chủng giả", vì con cháu của họ là loài người vẫn đang tồn tại.
Tuyệt chủng giả là dạng khó khăn để chứng minh, trừ khi có chuỗi bằng chứng liên quan đủ mạnh về loài đang sống và thành viên của loài tổ tiên tồn tại trước đó.

### Do môi trường sống
Cách thứ 2 là động vật tuyệt chủng là 1 loài đơn độc bị biến mất do môi trường sống thay đổi. Ví dụ nhiều loài có chế độ ăn quá đặc biệt có thể dễ bị tuyệt chủng hơn so với các loài ăn tạp. Ví dụ như gấu trúc chỉ ăn măng non thì dễ tuyệt chủng hơn chuột có thể ăn bất cứ thứ gì.
Cách sống đặc biệt cũng có thể gây nên sự tuyệt chủng. Voi mamút và loài tê giác lông mịn sống trong môi trường thời tiết lạnh của thời kỳ Băng hà. Khi băng tan dần, khí hậu ấm hơn, khiến chúng chết dần.

### Do thiên địch
Sự mất cân bằng trong quan hệ thiên địch, đặc biệt là quan hệ chuỗi thức ăn, có thể dẫn đến tuyệt chủng của loài kém cạnh tranh trong chuỗi đó. Ví dụ như sự săn bắt của chó hoang do loài người mang tới đã làm tuyệt chủng nhiều loài thú có túi bản địa ở châu Úc.

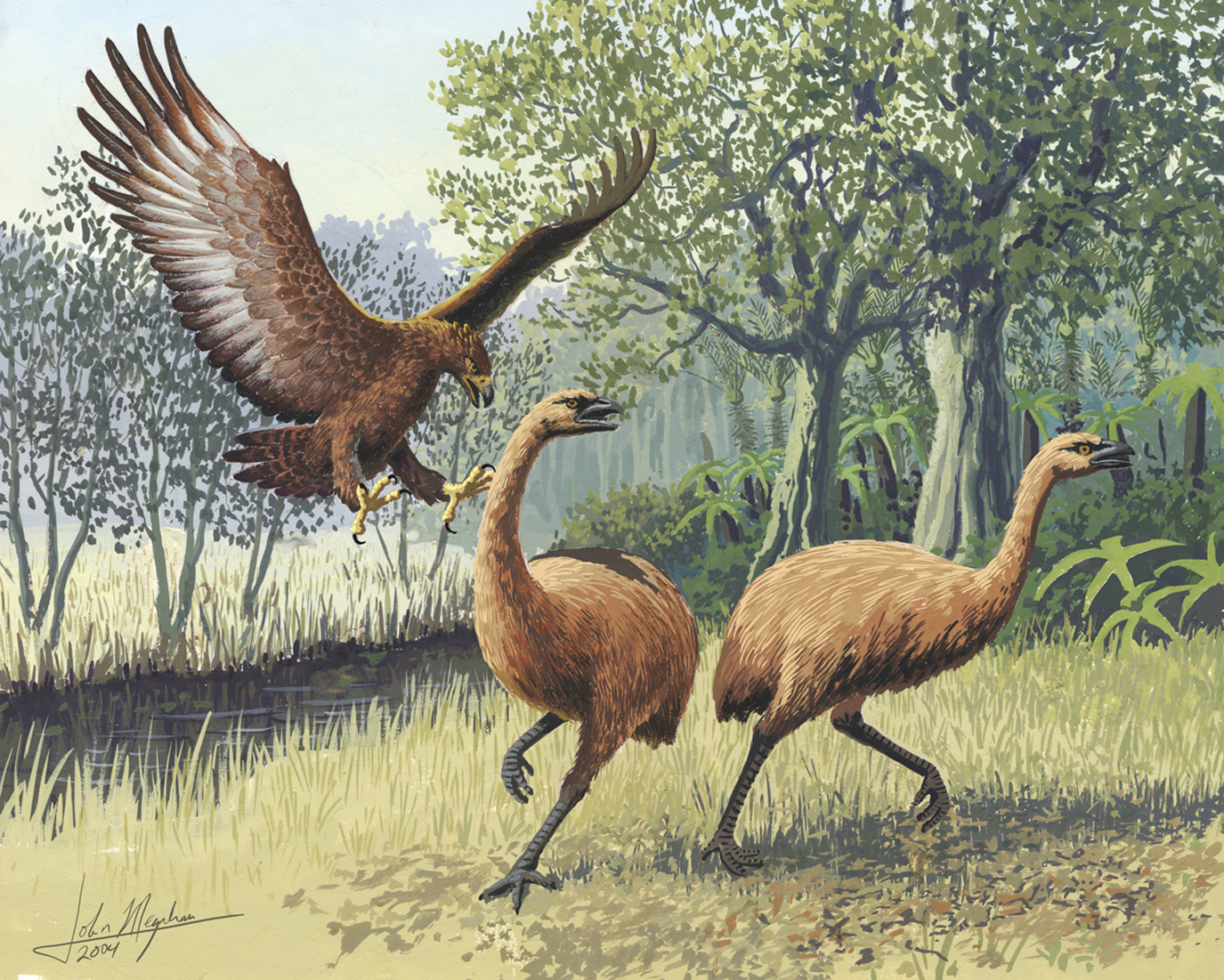
Đại bàng Haast và con moa ở New Zealand

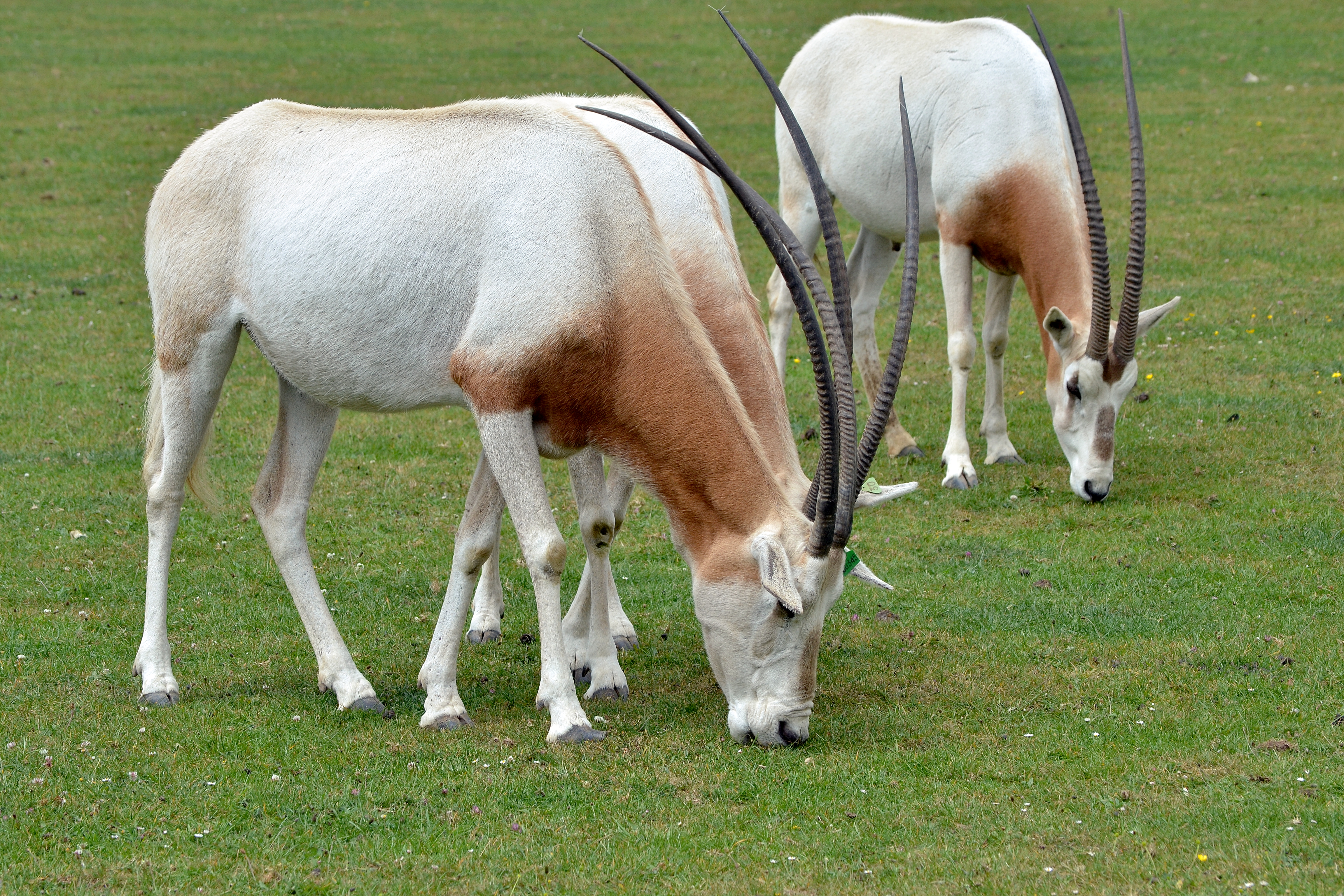
Linh dương sừng kiếm bị xem là tuyệt chủng trong tự nhiên

### Cùng tuyệt chủng
Cùng tuyệt chủng là biểu hiện của sự liên kết của các sinh vật trong hệ sinh thái phức tạp. Sự tuyệt chủng hay tiến hóa của loài này có thể dẫn đến tuyệt chủng của loài khác, chủ yếu do sự đảo lộn nguồn cung cấp thức ăn hay môi trường tồn tại. Những sinh vật bị tuyệt chủng theo có thể là:
- Các động vật ký sinh tuyệt chủng theo các động vật chủ.
- Các động vật ăn loại thức ăn quá chọn lọc. Gấu trúc chỉ ăn trúc non, có nguy cơ tuyệt chủng rất cao vì rừng trúc đang bị thu hẹp. Trong quá khứ ở New Zealand, đại bàng Haast tuyệt chủng vì con mồi của nó, chim moa là một loài chim không bay đã tuyệt chủng.[5]
- Các dòng virus chỉ phát triển ở các kiểu tế bào chủ chọn lọc, tuyệt chủng theo các động thực vật chủ. Ngày nay một số virus có thể tuyệt chủng do các biện pháp phòng trị bệnh, ví dụ virus đậu mùa[6], dịch tả trâu bò, poliovirus[7],... được coi là tuyệt chủng.

### Tuyệt chủng hàng loạt
Tuyệt chủng hàng loạt là khi có hàng trăm loài tuyệt chủng ở khắp mọi nơi. Lịch sử sinh giới đã có nhiều sự kiện tuyệt chủng hàng loạt. Đợt tuyệt chủng hàng loạt trong quá khứ nổi tiếng nhất, là tuyệt chủng của các khủng long xảy ra cách đây khoảng 65 triệu năm, được gọi là sự kiện tuyệt chủng kỷ Creta-Paleogen. Các nhà khoa học đang tìm nguyên nhân, và đưa ra giả thuyết chính là do thiên thạch va vào Trái Đất, đã gây ra thay đổi khí hậu tức thì, cùng với bụi khói và chất độc, làm tổn hại hệ thực vật vốn là thức ăn ở đầu chuỗi của hệ động vật.

## Tác động của con người
Với sự xuất hiện và phát triển không ngừng của văn minh loài người việc tuyệt chủng trên đất đang diễn ra ngày càng phức tạp và nghiêm trọng hơn. Từ những việc như săn bắt, hái lượm đến việc đốt rừng và ngày nay là nền công nghiệp gây ô nhiễm môi trường và biến đổi khí hậu - con người đã đẩy nhanh quá trình tuyệt chủng trên toàn thế giới và làm suy giảm nghiêm trọng hệ động thực vật. Mặc dù trong tương lai, con người có thể bị tuyệt chủng bởi tác động bên ngoài khác, nhưng chính việc làm biến đổi khí hậu của con người đang khiến chúng ta có nguy cơ tuyệt chủng nhanh hơn bao giờ hết.
Ví dụ rõ nhất là sự tuyệt chủng của chó sói Tasmania, còn gọi là hổ Tasmania ở châu Úc. Chúng bị người châu Âu nhập cư tiêu diệt. Con sói Tasmania cuối cùng chết trong một vườn thú ở Tasmania vào năm 1936, mặc dù sau đó có nói đến sự phát hiện thêm một số cá thể sói hoang dã. Vào nửa cuối thế kỷ XX thì không ai bắt gặp chúng nữa.
Sự tuyệt chủng của chó sói Tasmania do con người gây ra, là tiền đề dẫn đến các giả thuyết về sự tuyệt chủng của các loài thú lớn khác do bị người tiền sử săn bắt quá mức:
- Sự tuyệt chủng của Voi mamút ở Bắc Bán cầu.[9]
- Sự tuyệt chủng của thú lớn ở châu Úc, khi người tiền sử đến đây hồi 40.000 năm trước.[10]

## Hóa thạch sống

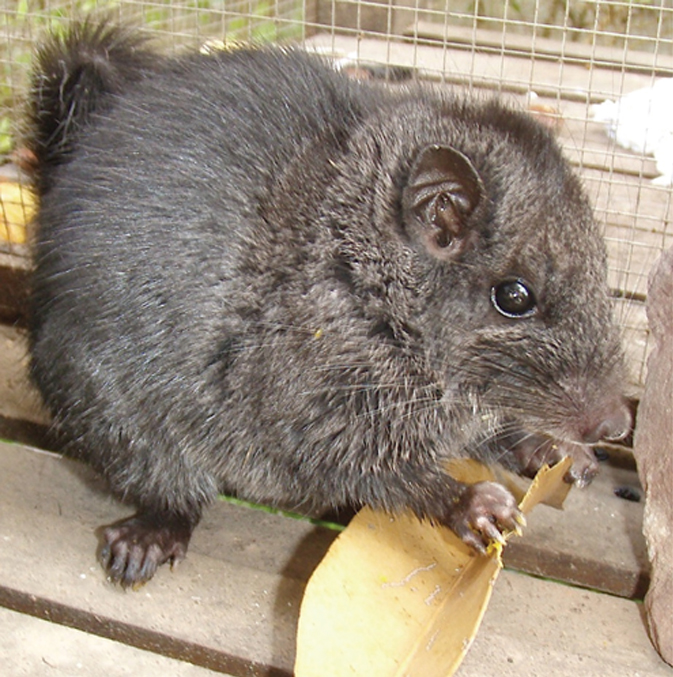
Chuột núi Lào, con đực.

### Chuột núi Lào
Chuột núi Lào hoặc kha-nyou (tên khoa học: Laonastes aenigmamus, tức là "chuột đá Lào") là loài gặm nhấm sống ở miền Khammouan của Lào. Loài này được miêu tả lần đầu tiên năm 2005 trong một bài báo của Paulina Jenkins và một số người khác, họ nghĩ rằng động vật này có tính chất khác biệt với các loài gặm nhấm đang sống đến độ cần phải đặt nó vào một họ mới, gọi là Laonastidae.
Tuy nhiên năm 2006, Mary Dawson và một số người khác bác bỏ cách phân loại của loài chuột này. Họ cho rằng nó thuộc về họ hóa thạch cổ, Diatomyidae, trước đây tưởng bị tuyệt chủng 11 triệu năm trước. Do đó, loài này tiêu biểu cho đơn vị phân loại Lazarus. Con này giống với con chuột lớn có lông đen và đuôi dày rậm lông. Nó có sọ rất lạ với đặc điểm khác với các thú vật khác đang sống.
Tại Việt Nam chúng cũng đã được tìm thấy ở xã Thượng Hóa, huyện Minh Hóa, tỉnh Quảng Bình.

### Cá chìnhProtanguilla palau
Protanguilla palau là loài cá chình duy nhất hiện nay đã biết trong chi Protanguilla, và chi này cũng là chi duy nhất đã biết trong họ Protanguillidae, được xem là "hóa thạch sống" vì những đặc tính nguyên thủy của nó. Các cá thể của loài cá chình này được phát hiện khi đang bơi vào tháng 3 năm 2010 trong một hang động nước sâu tại một rạn san hô viền bờ ngoài khơi Palau, nam Thái Bình Dương.